# The Black Crook
The Black Crook は、 1866年にニューヨークではじめて上演され、大成功を収めたミュージカル作品。有名な楽曲と踊りが劇中に散りばめられ、役者によって演じられるという点で、現代のミュージカルの原型であるとされることが多い。 
原作本の著者はチャールズ・M・バラス (1826-1873)。トーマス・ベイカーが編曲・選曲した劇中音楽は主に編曲されたものによって構成されているが、"You Naughty, Naughty Men" など、数曲この作品のために新しく作曲されたものが含まれている。物語はファウスト的ロマンティック・コメディだが、壮大な特殊効果と露出度の高い衣装で有名になった。
この作品は1866年9月12日、ニューヨーク市のブロードウェイで3,200席というキャパシティのニブロズ・ガーデンにおいて初上演され、474公演という記録的な成果を残した。また、その後数十年にわたって大規模なツアーが行われ、1870-71年、1871-72年にブロードウェイで再演された後も、何度も上演された。イギリスでは、1872年12月23日にアルハンブラ劇場で上演された。イギリス版では、ニューヨーク版に影響を与えたフランスの原資料を元にした新しい物語と、フレデリック・クレイとジョルジュ・ジャコビによる新しい音楽で、オペラ・ブッフとして上演された。
また、サイレント映画版の『The Black Crook』が1916年に制作されている。

## 背景

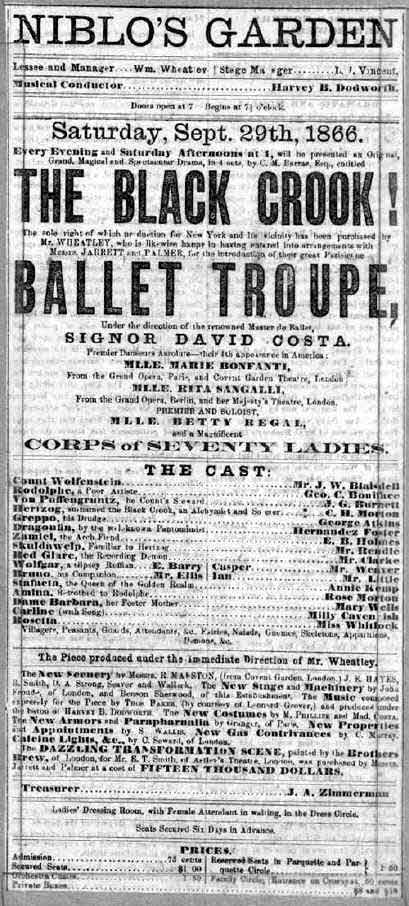
原作を元にしたプログラム

### 作品の起源
1866年以前、ヘンリー・C・ジャレットとヘンリー・パーマーの2人は、ヨーロッパの目新しい演技をアメリカに輸入するという考えをもとに、協力関係を築いた。彼らはパリの夢幻劇（フェリ）La Bichi au bois やロンドンのアストリーズ野外劇場のパントマイムを見て、そのショーの要素を彼らのアメリカでの作品に組み込みたいと考えていた。パリのショーのリードダンサーのうちの数人と契約し、ロンドンの作品から壮大な早変わりの場面を購入した彼らは、ニューヨーク音楽院で素晴らしい作品を作りたいと考えていたが、その夏に音楽院は焼け落ちてしまう。
一方、俳優のバラスは、自身と妻であるダンサーのサリー・セント・クレアが主役を演じてツアーを行うつもりで、The Black Crookというエクストラバガンザを書いた。彼はニューヨークでの初演を、1880年代としては異例の長さの100回公演を行う契約で、ニブロズ・ガーデンのマネージャーであるウィリアム・ウィートリーと交渉した。バラスはニューヨークのバッファローで舞台装置や建物を造り始めた。
ジャレットとパーマーは、彼らの書き下ろしのショーをニブロズ・ガーデンで上演するためウィートリーに打診したが、バラスはすでに会場を予約していた。誰の発案だったのかは分からないが、バラスにはロイヤルティーとして定額が小額支払われウィートリーには手数料を払わなくてもよいという条件がつき、ジャレットとパーマーは事実上、ニューヨークで上演される The Black Crook のプロデューサーとなった。 
ジャレットは、バラスのメロドラマから La Biche au bois のような音楽作品に変え、より多くのアイデア、装飾品、人物を集めるため、ヨーロッパに戻った。 彼は舞台装置、風景、衣装、財産、ダンサー、俳優などを集めて戻ってくる。プロデューサーたちはバラスの舞台装置や衣装のデザインを完全に取り替え、さらに台本の一部をカットして、ダンスやスペクタクルを増やした。
この作品は、かつてないほどの華麗さで上演され、衣装の露出の多さは論争を巻き起こし、かえって作品を盛り上げることとなった。

### The Black Crookは最初の「ミュージカル」だったのか？
オペラにおいては、『魔笛』のような台詞を伴うオペラ・コミックでさえ、主役の歌手はバレエ団にダンスを依頼する。ヴィクトリア朝のバーレスク、ミュージックホール、ボードビルでは、統一されたストーリーはほとんどあるいはまったく無く、単なるスケッチの連なりである。主役が歌もダンスも行い、ロマンチックなストーリーを中心に構成されるThe Black Crook はそれゆえに、最初のミュージカル（ミュージカル・コメディ）だったと言われている。 

セシル・ミッチェナー・スミスは、この見解に異議を唱え、「The Black Crook を現在ミュージカル・コメディと呼ばれている演劇ジャンルの最初の例であると呼ぶことは間違っているだけではなく、ポピュラー演劇史の中でジャレットとパーマーのエクストラバガンザが占める位置を捉えそこなっている……。その最初の形式では、ミュージカル・コメディに固有の付き物としてそれを特徴づけるような脚本、歌詞、音楽、ダンスはほとんど含まれていなかった」と述べる。他の反対派はLarry StempelやKurt Gänzlで、Gänzlは「それ以前に制作された作品にも、古いものと新しいものの寄せ集めではないオリジナルの音楽を使ったショーは数多くある。（台本は）ごちゃまぜだ……The Black Crook は単にフランスのオペラ・ブッフ、夢幻劇を真似ただけのもので、短いスカートを履いた若い女性がたくさん出てきて、ちょっとしたメロドラマがあり、そして何より動く舞台装置がふんだんに使われていた。これ以上に『統一されていない』ものはなかなか見つけにくいだろう」と著した。（以下原文）
There are pages and pages of earlier shows ... with scores of original music, rather than the patchwork of old and new. … [The libretto was a] hotchpotch. ... The Black Crook was simply a thrown-together imitation of the French opéra-bouffe féerie, lots of nubile teens in short skirts, a bit of melodrama, and – above all – lashings of moving scenery. Anything less "unified" it would be hard to find
The Black Crook が公開されたのと同年の The Black Domino/Between You, Me and the Post が、ミュージカル・コメディを自称した最初のショーであった。1860年代後半、南北戦争後のビジネスが盛んになる中でニューヨークでは労働者や中産階級の人々が急増し、豊かになった彼らはエンターテインメントを求めた。劇場の人気が高まり、以前はオペラを上演していたニブロズ・ガーデンでは軽喜劇を上演するようになった。The Black Crook に続いて、The White Fawn（1868）、Le Barbe Blue（1868）、Evangeline（1874）が上演された。 その6年前に上演された、類似作品と思われる The Seven Sisters（1860）も、253回という異例のロングランを記録したが、現在では失われ忘れられてしまった。この作品では、特殊効果や場面転換も行われていた。
Gänzlは、それ以前のミュージカルの一例として The Naiad Queen（1841）を挙げ、The Black Crook が「最初の」ミュージカルとして評価されたのはそのロングランのおかげであったと結論づけている。演劇史家のジョン・ケンリックは、The Black Crook がそれ以前のショーと比較して大きな成功を収めたのは、南北戦争によってもたらされた変化が原因だと指摘している。一つ目の変化として、戦争中に働かなければならなかった社会的地位のある女性たちが、家に縛られることなく劇場に通えるようになったこと。これによって大衆娯楽の潜在的な観客数が大幅に増加した。また二つ目として、戦時中にアメリカの鉄道システムが改善されたため、大規模なプロダクションでのツアーが可能になったことである。

## 制作

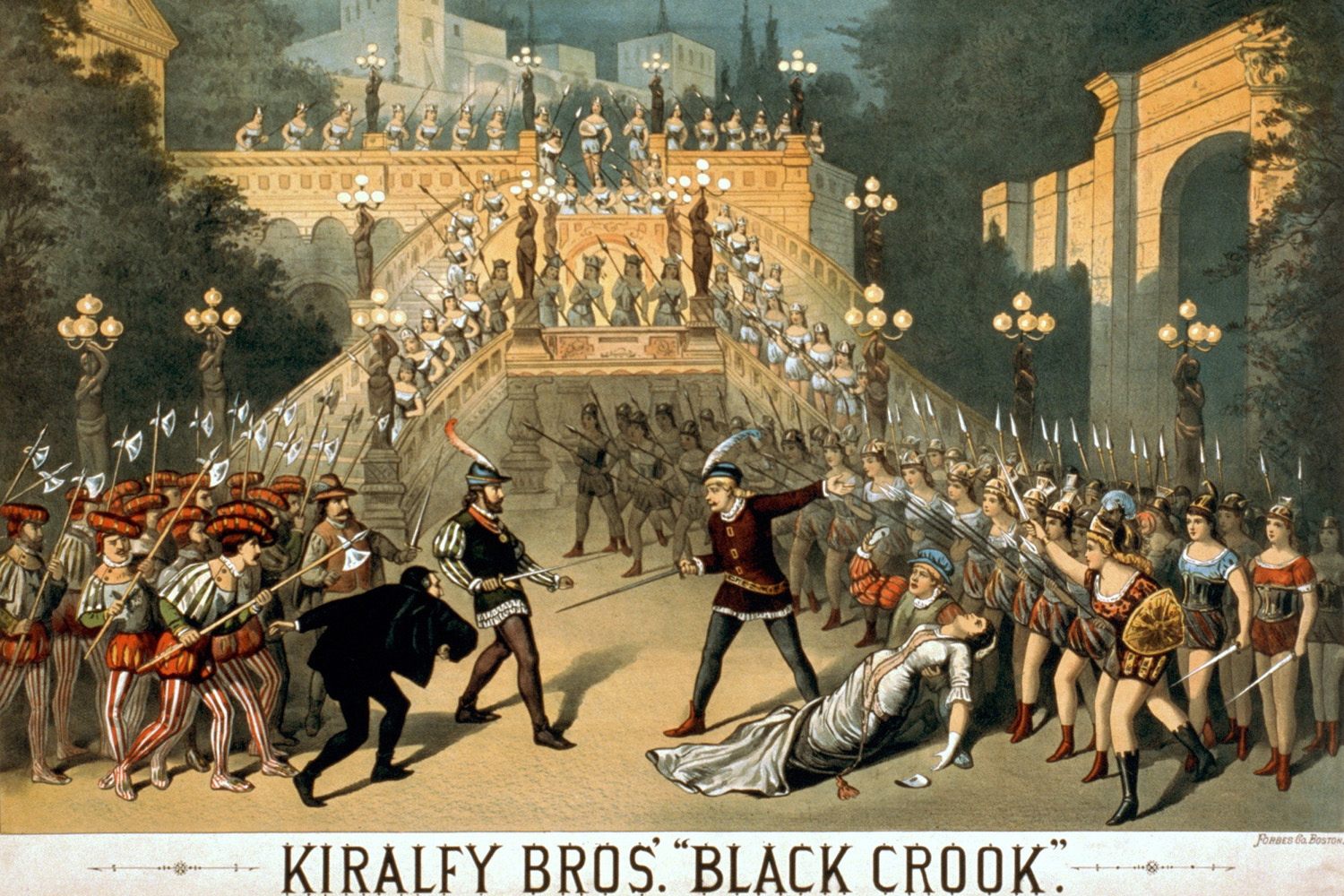
1873年にキラルフィー兄弟によって再上演されたミュージカルのポスター。

オリジナルの作品は、1866年9月12日に3,200人収容のニブロズ・ガーデンで公開された。 5時間半という驚異的な長さにもかかわらず、空前の474回という公演が行われ、その収益も100万ドルを超える記録的なものとなった。演出はウィートリーが担当した。 バラスの手になるファウスト的なおとぎ話のようなドラマとロマンスのスクリプトには、既存の曲の編曲と様々な作家による本作のための新曲から成るフル・ミュージカル・スコアが含まれており、Nibloの音楽監督であるトーマス・ベイカーが選曲・編曲を担当した。このショーの人気曲には、ジョージ・ビックウェルが音楽を、セオドア・ケニックが歌詞を担当した"You Naughty, Naughty Men"がある。ただしこの曲は、実際にはイギリスの曲を改変したものである可能性がある。
この作品には最先端の特殊効果が含まれていた。たとえばパントマイム風の早変わりシーン（transformation scene）は、観客から丸見えの状態で岩場の洞窟がおとぎの国の玉座の部屋に変わるというものだった。岩場の洞窟を聴衆の視点から妖精王座の部屋に変えました。キャストは、Annie Kemp Bowler、Charles H. Morton、John W. Blaisdell、E. B. Holmes、Rose Morton、Millie Cavendish、J. G. Burnett、George C. Bonifaceなどであった。ポスターでは、デイビッド・コスタが振り付けたフランスの「70人の女性バレエ団」の存在が大いに強調されていた。この肌色のタイツの履いた肌もあらわな女性のダンスコーラスは多くの人を惹きつけた。中流階級の聴衆にとっては十分に立派なものであったが、非常に大胆で物議を醸すものであったため、報道関係者の注目を大いに集めた。ダンス・ソリストには、ミラノのスカラ座出身のマリー・ボンファンティとリタ・サンガッリの2人のイタリア人バレリーナが起用されたが、この2人はその後ニューヨークでも活躍することになる。このミュージカルは、バラスと彼から認可を受けた人々によって何十年にもわたって大々的に上演され、1870-1871年、1871-72年にはブロードウェイで、1873年にはニブロのキラーフィー・ブラザーズによって再演され、それ以降さらに何度も上演された。地方でも多くの収益性の高い作品が作られ、幅広く戯画化された。その一つが、1882年にアラバマ州バーミンガムにあるオブライエンズ・オペラハウスで行われたオープニング・ナイト・アトラクションである。
The Black Crook の名を冠したイギリス版の作品は、1872年12月23日にアルハンブラ劇場で公開された。La Biche au bois を元にしたオペラ・ブッフで、フレデリック・クレイとジョルジュ・ジャコビによって新たに音楽が付けられた。作者のハリー・ポールトンがダンデライオン役で出演し、1871-72年のブロードウェイでの再演時に出演していたコメディアンのケイト・サントリーが相手役を務めた。 プロットはバラスのものとほとんど、または全く別物であった。このイギリス版は1881年に再演された。
1916年には、バラスによる The Black Crook をベースにしたサイレント映画が制作された。1954年のシグマンド・ロンバーグによるミュージカル The Girl in Pink Tights は、The Black Crook の創作についての物語を背景にしている。

## あらすじ

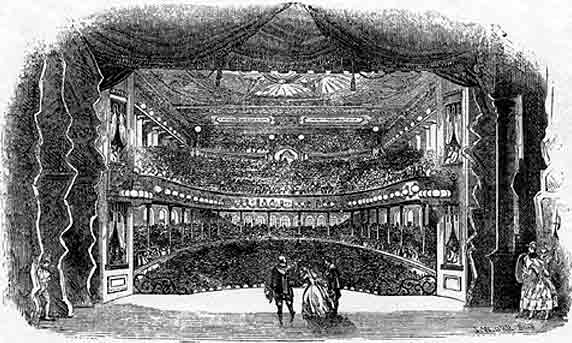
ステージからの景色

舞台：1600年のドイツのハルツ山脈に設定されており、ゲーテの『ファウスト』、ウェーバーの『魔弾の射手』などの有名な作品の要素が盛り込まれている。
ストーリー：邪悪で、裕福な伯爵ウォルフェンシュタインは美しい村の女の子、アミーナと結婚しようとしていた。アミーナの育ての母であるバーバラの助けを借りて、伯爵はアミーナの婚約者、貧しい芸術家であるロドルフが、古代の黒魔術（Black Crook）のマスターであるヘルツォークの手に落ちるよう仕向ける。 ヘルツォークは悪魔（ザミエル、「アーチ・フィンド」）と契約を結んでいた。その契約により、ヘルツォークはザミエルに毎年大晦日に新鮮な魂を提供すれば、永遠に生きることができた。 心の清いロドルフはこの恐ろしい運命に導かれる最中、埋蔵された財宝を発見し、一羽の鳩の命を救う。 その鳩は魔法で人間の姿に変わり、ゴールデンレルム（黄金郷）の妖精の女王であるスタラクタ（Stalacta）となる。 彼女は恩返しとして、ロドルフを妖精の国に連れて行き、愛するアミーナと再会させる。スタラクタの軍隊は伯爵と彼の邪悪な勢力を倒し、悪魔は黒魔術師ヘルツォークを地獄に引きずりこみ、アミーナとロドルフはいつまでも幸せに暮らす。

## 楽曲
| Act I - Grand Garland Dance – Ballet and Principals - Hark, hark, hark! – Villagers' chorus - Early in the Morning – Carline - You Naughty, Naughty Men – Carline - March of the Amazons – Chorus - Grand Incantation Scene – Herzog Act II - Dare I Tell - Flow On, Silver Stream – Stalacta - (The) Power of Love – Stalacta - Rejoice, rejoice, rejoice! – Chorus of Gnomes, Amphibea and Fairies - Mortal shadows dimly cast – Chorus of Fairies - Pas de Demons | Act III - Bal Masque - Pas Espanoil - Pas Hongroise - Dance de Amazons Act IV - Dazzling Transformation Scene |

## 主な役
- Wolfenstein伯爵 – John W. Blaisdell
- Rodolphe（貧しい芸術家）– George C.Boniface
- Von Puffengruntz（伯爵の小太りな執事）– J.G.Burnett
- Hertzog（黒魔術師）– Charles H.Morton
- Greppo（ヘルツォークの労働者）– George Atkins
- Wulfgar（悪党ジプシー）– E.Barry
- Jan – Frank Little
- Bruno（Janの仲間）– F.Ellis
- Casper（小作人）- H.Weaver
- Amina（ルドルフの婚約者）– Rose Morton
- Dame Barbara（Aminaの育ての母）– Mary Wells[26]
- Carline – Millie Cavendish
- Rosetta stone（農民）– C.Whitlock
- Stalacta（ゴールデンレルムの女王）– Annie Kemp Bowler
- Zamiel – E B.Holmes
- Skuldawelp（Hertzogと親しい）– Mr.Rendle
- Redglare（悪魔）– F.Clark